# Blodmider
 "Flåter" omdirigeres hertil. Ordet bruges også specifikt om skovflåter som er én ud af mange flåtarter som omtales i denne artikel. 
Blodmider eller flåter og historisk og i lægfolksbrug tæger (Ixodida) er en orden af mider som lever af at suge blod fra hvirveldyr. Flåter er parasitiske spindlere, der er en del af overordenen Parasitiformes. Voksne flåter er ca. 3 til 5 mm lange afhængigt af alder, køn, art og graden af "opsvulming"; hunflåter kan efter et stort måltid blod blive op til 10-11 mm. Flåter er eksterne parasitter, der lever af at spise blod fra pattedyr, fugle og nogle gange krybdyr og padder. Tidspunktet for flåternes oprindelse er usikkert, men de ældste kendte flåtfossiler er fra kridttiden, omkring 100 millioner år gamle. Flåter er vidt udbredte over hele verden, især i varme, fugtige klimaer.
Flåter tilhører to hovedfamilier, Ixodidae eller "hårde flåter" med rygskjold, og Argasidae eller "bløde flåter" uden rygskjold. Nuttalliella, en flåtslægt fra det sydlige Afrika, er det eneste medlem af familien Nuttalliellidae og repræsenterer den mest primitive nulevende flåtlinje. De voksne har æg-/pæreformede kroppe (idiosomer), som bliver fyldt med blod, når de tager føde til sig, og otte ben. Deres cephalothorax (forkrop og hoved) og abdomen (bagkrop) er helt sammenvoksede. Ud over at have et hårdt skjold på ryggen, kendt som scutum, har "hårde flåter" en næblignende struktur forrest, der indeholder munddelene, mens "bløde flåter" har munddelene på undersiden af kroppen. Flåter lokaliserer potentielle værter ved at fornemme lugt, kropsvarme, fugt og/eller vibrationer i omgivelserne.
Flåter har fire stadier i deres livscyklus, nemlig æg, larve, nymfe og voksen. Flåter, der tilhører Ixodidae-familien, gennemgår enten en livscyklus med én vært, to værter eller tre værter. Argasid-flåter har op til syv nymfestadier, der hver især kræver blodindtagelse, og som sådan gennemgår Argasid-flåter en livscyklus med flere værter. På grund af deres hæmatofage (blodsugende) kost fungerer flåter som vektorer (smittebærere) for mange alvorlige sygdomme, der rammer mennesker og andre dyr.
I Danmark kendes 30 arter af flåter. Flåter med dansk navn omfatter:
duemide (Argas reflexus), engflåt (Dermacentor reticulatus), husflåt (Rhipicephalus sanguineus) og skovflåt (Ixodes ricinus).

## Biologi

### Taksonomi og fylogeni
Flåter hører til Parasitiformes, en gruppe af mider, der er adskilt fra hovedgruppen af mider, Acariformes. Det er usikkert, om de to grupper er tættere beslægtet med hinanden end med andre spindlere, og undersøgelser viser ofte, at de ikke er tæt beslægtede. Inden for Parasitiformes er flåter tættest beslægtet med Holothyrida, en lille gruppe af fritlevende ådselædere med 32 beskrevne arter, der er begrænset til de landmasser, der dannede superkontinentet Gondwana.
Fossile flåter er blevet fundet fra slutningen af det tidlige kridt og frem, oftest i rav. De ældste flåtfossiler, der er fundet, er en Argasidae fugleflåt i New Jersey rav fra slutningen af kridttiden (turon) for ca. 94-90 millioner år siden), og forskellige flåter fundet i burmesisk rav, der stammer fra den tidligste cenoman-periode i slutningen af kridttiden for ca. 99 millioner år siden. En fylogenetisk analyse antyder, at den sidste fælles forfader til alle nulevende flåter sandsynligvis levede for omkring 195 millioner år siden på den sydlige halvkugle, i det daværende Gondwana.
Flåter tilhører tre forskellige familier. Størstedelen af flåtarterne tilhører familierne Ixodidae og Argasidae. Den tredje nulevende familie er Nuttalliellidae, opkaldt efter bakteriologen George Nuttall. Den består af en enkelt art, Nuttalliella namaqua, og er derfor et monotypisk takson. Nuttalliella namaqua findes i det sydlige Afrika fra Tanzania til Namibia og Sydafrika.
Ixodida med over 700 arter har et hårdt skjold (scutum), som Argasidae mangler. Argasidae med omkring 200 arter har ikke noget scutum, og capitulum (mund og fødedele) er skjult under kroppen. Fylogenien for Ixodida inden for Acari er vist i kladogrammet, baseret på en maximum parsimony-undersøgelse fra 2014 af aminosyresekvenser af 12 mitokondrieproteiner. Argasidae virker monofyletiske i denne undersøgelse.
|  | Nuttalliellidae (1 art, sydlige Afrika)                                                                                     |
|  | |
|  | \| \| Ixodidae (flåter med skjold, c. 700 arter) \| \| \| \| \| \| Argasidae (flåter uden skjold, c. 200 arter) \| \| \| \| |
|  | |
|  | Ixodidae (flåter med skjold, c. 700 arter)                                                                                  |
|  | |
|  | Argasidae (flåter uden skjold, c. 200 arter)                                                                                |
|  | |

|  | Ixodidae (flåter med skjold, c. 700 arter)   |
|  |                                              |
|  | Argasidae (flåter uden skjold, c. 200 arter) |
|  |                                              |

|  | Nuttalliellidae (1 art, sydlige Afrika)                                                                                     |
|  | |
|  | \| \| Ixodidae (flåter med skjold, c. 700 arter) \| \| \| \| \| \| Argasidae (flåter uden skjold, c. 200 arter) \| \| \| \| |
|  | |
|  | Ixodidae (flåter med skjold, c. 700 arter)                                                                                  |
|  | |
|  | Argasidae (flåter uden skjold, c. 200 arter)                                                                                |
|  | |

|  | Ixodidae (flåter med skjold, c. 700 arter)   |
|  |                                              |
|  | Argasidae (flåter uden skjold, c. 200 arter) |
|  |                                              |

|  | Nuttalliellidae (1 art, sydlige Afrika)                                                                                     |
|  | |
|  | \| \| Ixodidae (flåter med skjold, c. 700 arter) \| \| \| \| \| \| Argasidae (flåter uden skjold, c. 200 arter) \| \| \| \| |
|  | |
|  | Ixodidae (flåter med skjold, c. 700 arter)                                                                                  |
|  | |
|  | Argasidae (flåter uden skjold, c. 200 arter)                                                                                |
|  | |

|  | Ixodidae (flåter med skjold, c. 700 arter)   |
|  |                                              |
|  | Argasidae (flåter uden skjold, c. 200 arter) |
|  |                                              |

|  | Nuttalliellidae (1 art, sydlige Afrika)                                                                                     |
|  | |
|  | \| \| Ixodidae (flåter med skjold, c. 700 arter) \| \| \| \| \| \| Argasidae (flåter uden skjold, c. 200 arter) \| \| \| \| |
|  | |
|  | Ixodidae (flåter med skjold, c. 700 arter)                                                                                  |
|  | |
|  | Argasidae (flåter uden skjold, c. 200 arter)                                                                                |
|  | |

|  | Ixodidae (flåter med skjold, c. 700 arter)   |
|  |                                              |
|  | Argasidae (flåter uden skjold, c. 200 arter) |
|  |                                              |

### Anatomi og fysiologi
Flåter, ligesom de andre mider i underklassen Acari, mangler den primære somatiske segmentering af bagkroppen (opisthosoma), i stedet er deres bagkrop sammenvokset med cephalothorax (hoved og forkrop)). De tagmata (kropsenheder), der er typiske for andre Chelicerata (klosaksdyr), har udviklet sig til gnathosoma (hovedet), som kan trækkes tilbage og indeholder munddelene, og idiosoma (kroppen), som indeholder benene, fordøjelseskanalen og forplantningsorganerne. Gnathosoma er en fødesøgende struktur med munddele, der er tilpasset til at gennembore hud og suge blod; det er den forreste del af hovedet og indeholder hverken hjerne eller øjne. Gnathosoma har to palper, to chelicerer (klosakse) og et hypostom ("sugerør"). Hypostomet fungerer som stabilisator og hjælper med at forankre flåtens munddele til værten. Chelicererne er specialiserede vedhæng, der bruges til at skære og gennembore værtens hud, mens palperne er benlignende vedhæng med sanseorganer.
Den ventrale side (bugsiden) har hudskelet, og gonoporen (kønsåbning) er placeret mellem det fjerde benpar. I mangel af segmentering giver kun placeringen af øjne, lemmer og gonopore på idiosoma en ide om placeringen af organer.
De fleste flåter er uden dekorationer og er brune eller rødbrune i farven. Nogle arter er dog ornamenterede og har karakteristiske hvide mønstre på scutum.
Flåtlarver udklækkes med seks ben og får de to ben mere efter et blodmåltid når de forvandles til nymfestadiet. I nymfe- og voksenstadiet har flåter otte ben, som hver har syv segmenter og et par kløer på spidsen. Benene er nogle gange ornamenterede og bærer normalt sensoriske eller taktile hår. Ud over at blive brugt til at bevæge sig, indeholder tarsus på de to forrste ben en unik sensorisk struktur, Hallers organ, som kan registrere lugte og kemikalier, der kommer fra værten, samt registrere ændringer i temperatur og luftstrømme. Flåter kan også bruge Hallers organer til at opfatte infrarødt lys, der kommer fra en vært. Når de står stille, er deres ben tæt foldet ind mod kroppen.
Flåter er ekstremt seje, hårdføre og modstandsdygtige dyr. De kan overleve i næsten vakuum i op til en halv time. Deres langsomme stofskifte i hvileperioderne gør dem i stand til at overleve længere tid mellem måltiderne. I tørkeperioder kan de udholde dehydrering uden at spise i op til 18 uger, men flåter med begrænsede energireserver kan bukke under for udtørring efter 36 uger. For at undgå dehydrering gemmer flåter sig på fugtige steder i skovbunden eller absorberer vand fra undermættet luft ved at udskille hygroskopisk væske produceret af spytkirtlerne på de ydre munddele og derefter indtage den vandberigede væske igen.
Flåter kan modstå temperaturer på -18 °C i mere end to timer og kan overleve temperaturer mellem -7 og -2 °C i mindst to uger. Der er fundet flåter i Antarktis, som lever af pingviner.

#### Ixodidae
Hos nymfer og voksne er capitulum fremtrædende og rager fremad fra kroppen. Øjnene sidder tæt på siderne af scutum, og de store spirakler (åndehuller) er placeret lige bag coxae (det inderste segment) på det fjerde benpar. Det hårde, beskyttende scutellum (skjold), som er karakteristisk for denne familie, dækker næsten hele ryggens overflade hos hanner, men er begrænset til en lille, skjoldlignende struktur bag capitulum hos hunner og nymfer. Når en ixodid sætter sig fast på en vært, er biddet typisk smertefrit og forbliver ubemærket. De bliver siddende, indtil de vokser til og er klar til at forvandle sig; denne proces kan tage dage eller uger. Nogle arter falder af værten for at forvandle sig et sikkert sted, mens andre bliver på den samme vært og først falder af, når de er klar til at lægge deres æg.

#### Argasidae
Kroppen på en flåt i familien Argasidae er pæreformet eller oval med en afrundet forreste del. Munddelene kan ikke ses ovenfra, da de sidder på den ventrale overflade. Der er ofte en centralt placeret rygplade med riller, der rager lidt op over den omgivende overflade, men uden dekoration. "Bløde" flåter har også en læderagtig kutikula. Et mønster af små, cirkulære fordybninger afslører, hvor musklerne er fastgjort til indersiden af huden. Øjnene sidder på siderne af kroppen, spiraklerne (åndehullerne) er mellem 3. og 4. benpar, og hanner og hunner adskiller sig kun i strukturen af kønsåbningen.

#### Nuttalliellidae
Nuttalliellidae kan skelnes fra både ixodide og argaside flåter ved en kombination af et fremspringende gnathosoma og en blød læderagtig hud. Andre kendetegn er stigmataenes placering, manglen på setae (behåring), den stærkt bølgede hud og formen på de perforerede plader.

### Føde og ernæring
Flåter er parasitter og indtager blod for at dække alle deres ernæringsmæssige behov. De er obligate hæmatofager (blodspisere) og har brug for blod for at overleve og gå sig fra et stadie i livet til et andet. Flåter kan faste i lange perioder, men dør til sidst, hvis de ikke kan finde en vært. Hæmatofagi er udviklet uafhængigt mindst seks gange hos leddyr, der levede i slutningen af kridttiden; hos flåter menes det at have udviklet sig for 120 millioner år siden gennem tilpasning til blodernæring. Denne adfærd udviklede sig også uafhængigt inden for de enkelte flåtfamilier, hvor forskellige interaktioner mellem værter og flåter drev de evolutionære ændringer.
Nogle flåter sætter sig hurtigt fast på deres vært, mens andre vandrer rundt og søger efter tyndere hud, som f.eks. i ørerne på pattedyr. Afhængigt af art og livsstadie kan det tage fra ti minutter til to timer at forberede sig på at spise. Når flåten har fundet et passende sted at spise, griber den fat i værtens hud og skærer i overfladen. Den udtrækker blod ved at skære et hul i værtens epidermis, hvor den indsætter sit hypostom og forhindrer blodet i at størkne ved at udskille et antikoagulerende middel eller en blodplade-aggregationshæmmer.
Flåter finder deres værter ved at registrere dyrets ånde og kropslugt, mærke kropsvarme, fugt eller vibrationer. En almindelig misforståelse om flåter er, at de hopper på deres vært eller falder ned fra træer, men de er ikke i stand til at flyve eller hoppe, selvom statisk elektricitet fra deres værter har vist sig at kunne trække flåten over afstande flere gange deres egen kropslængde. Mange flåtarter, især Ixodidae, ligger på lur i en position, der er kendt som "søgning". Mens de søger, klamrer flåterne sig til blade og græs med deres tredje og fjerde benpar. De holder det første benpar udstrakt og venter på at gribe fat i og klatre op på en forbipasserende vært. Flåternes søgehøjde hænger sammen med størrelsen på den ønskede vært; nymfer og små arter har en tendens til at søge tæt på jorden, hvor de kan støde på små pattedyr eller fugle som værter; voksne flåter klatrer højere op i vegetationen, hvor de kan støde på større værter. Nogle arter er jægere og lurer i nærheden af steder, hvor værterne kan hvile. Når de får en lugtestimulus eller en anden miljøindikation, kravler eller løber de hen over den mellemliggende overflade.
Andre flåter, hovedsageligt Argasidae, er finder værter i deres reder, huller eller huler. De bruger de samme stimuli som andre flåter til at identificere værter, hvor kropsvarme og lugte ofte er de vigtigste faktorer. Mange af disse lever primært af fugle, selvom nogle Ornithodoros-arter for eksempel lever af små pattedyr. Begge grupper af bløde flåter æder hurtigt, bider typisk smertefuldt og drikker sig mætte inden for få minutter. I modsætning til Ixodidae, der ikke har noget fast opholdssted ud over på værten, lever de i sand, i sprækker nær dyrehuler eller reder eller i menneskers boliger, hvor de kommer ud om natten for at angribe sovende fugle, eller kommer frem, når de opdager kuldioxid i værtens ånde.
Ixodidae bliver på deres plads, indtil de er helt opsvulmede. Deres vægt kan øges 200 til 600 gange i forhold til vægten før spisningen. For at tilpasse sig denne ekspansion finder der celledeling sted for at lette udvidelsen af kutikulaen. Hos Argasidae strækker flåtens kutikula sig for at imødekomme den indtagne væske, men der vokser ikke nye celler, og flåtens vægt stiger fem til ti gange i forhold til før måltiden. Flåten falder derefter af værten og bliver typisk i reden eller hulen, indtil værten vender tilbage for at give den sit næste måltid.
Flåtspyt indeholder omkring 1.500 til 3.000 proteiner, afhængigt af flåtarten. Proteinerne med antiinflammatoriske egenskaber, kaldet evasiner, gør det muligt for flåter at æde i otte til ti dage uden at blive opdaget af værtsdyret. Forskere studerer disse evasiner med det formål at udvikle lægemidler, der kan neutralisere de kemokiner, der forårsager myokarditis (hjertemuskelbetændelse), hjerteanfald og slagtilfælde.
Flåter har ikke andre fødekilder end blod fra hvirveldyr og indtager derfor høje niveauer af protein, jern og salt, men få kulhydrater, lipider eller vitaminer. Flåternes genomer har udviklet store repertoirer af gener, der er relateret til denne ernæringsmæssige udfordring, men de kan ikke selv syntetisere de nødvendige vitaminer, der mangler i blod. For at overvinde disse ernæringsmæssige mangler har flåter udviklet obligate interaktioner med ernæringsmæssige endosymbionter. Flåternes første fremkomst og deres senere diversificering var i høj grad betinget af denne ernæringsmæssige endosymbiose, der varede i millioner af år. De mest almindelige af disse ernæringsmæssige endosymbionter tilhører bakterieslægterne Coxiella og Francisella. Disse intracellulære symbiotiske mikroorganismer er specifikt forbundet med flåter og bruger transovarial transmission (overførsel til næste generation gennem ægget) til at sikre deres overlevelse. Selvom Coxiella- og Francisella-endosymbionter er fjernt beslægtede bakterier, har de konvergeret mod en analog B-vitaminbaseret ernæringsmæssig mutualisme med flåter. Hvis bakterierne fjernes i eksperimenter, resulterer det typisk i nedsat flåtoverlevelse, forvandling, frugtbarhed og levedygtighed af æg samt i fysiske abnormiteter, som alle gendannes fuldt ud med et oralt tilskud af B-vitaminer Genomsekventering af Coxiella- og Francisella-endosymbionter har bekræftet, at de konsekvent producerer tre B-vitamintyper: biotin (vitamin B7), riboflavin (B2) og folat (B9). Da de er nødvendige for flåtens livscyklus, er disse obligate endosymbionter til stede i alle individer af de flåtarter, de inficerer, i det mindste i de tidlige udviklingsstadier, da de sekundært kan gå tabt hos hanner under nymfeudviklingen. Da Coxiella- og Francisella-endosymbionter er nært beslægtede med patogener, er der en betydelig risiko for fejlidentifikation mellem endosymbionter og patogener, hvilket fører til en overvurdering af infektionsrisici forbundet med flåter.

### Udbredelsesområde og levested
Flåtarter er vidt udbredt over hele verden. De har en tendens til at trives bedst i varme, fugtige klimaer, fordi de kræver en vis mængde fugt i luften for at gennemgå metamorfose, og lave temperaturer hæmmer deres udvikling af æg til larver. Forekomsten af flåter og flåtbårne sygdomme hos mennesker er stigende. Flåtpopulationer spreder sig til nye områder, delvis på grund af de stigende temperaturer i klimaforandringerne.
Flåtparasitisme er vidt udbredt blandt værtsdyr, herunder pungdyr og placentale pattedyr, fugle, krybdyr (slanger, leguaner og firben) og padder. Flåter hos husdyr forårsager betydelig skade dyrene gennem patogen transmission, forårsager anæmi gennem blodtab og beskadiger uld og huder. Den tropiske Amblyomma variegatum skaber kaos blandt husdyr og vilde dyr i Afrika, Caribien og flere andre lande gennem spredning af sygdomme, især Ehrlichia ruminantium. Otobius megnini er udbredt over hele verden, og ungerne lever inde i ørerne på kvæg og forskellige vilde dyr.
Et levested, som flåter foretrækker, er grænsen mellem græsplæne og skov, eller mere generelt randzonen mellem skov og åbne områder. Derfor er en flåtbekæmpelsesstrategi at fjerne bladaffald, buske og ukrudt i skovkanter. Flåter kan godt lide skyggefuldt, fugtigt bladaffald overdækket af træer eller buske, og om foråret lægger de deres æg sådanne steder, så larverne kan komme frem om efteråret og kravle ind i lavtliggende vegetation. De 3 meter tættest på en græsplænes kant er en flåtmigrationszone, hvor 82 % af flåtnymferne i græsplæner findes.

### Økologi
Generelt findes flåter overalt, hvor deres værtsarter forekommer. Trækfugle bærer flåter med sig på deres træk; en undersøgelse af trækfugle, der passerer gennem Egypten, opdagede, at mere end halvdelen af de undersøgte fuglearter bar på flåter. Det blev også observeret, at flåtarterne varierede for forårs- og efterårstrækket.
For at et økosystem kan understøtte flåter, skal det opfylde to krav: populationstætheden af værtsarter i området skal være stor nok, og det skal være fugtigt nok til, at flåterne kan forblive hydrerede. På grund af deres rolle i overførslen af borreliose er Ixodidae-flåter, især den nordamerikanske Ixodes scapularis, blevet undersøgt ved hjælp af geografiske informationssystemer for at udvikle forudsigelige modeller for ideelle flåthabitater. Ifølge disse undersøgelser er visse træk ved et givet mikroklima - såsom sandjord, løvtræer, floder og tilstedeværelsen af hjorte - gode indikatorer for tætte flåtpopulationer.
Mider og nematoder kan leve af flåter, som også spises af nogle fugle. Endnu vigtigere er det, at flåter fungerer som sygdomsvektorer og er de primære værter for mange forskellige patogener som f.eks. Spirochaetia. Flåter bærer forskellige skadelige sygdomme, og derfor kan flåter hjælpe med at kontrollere dyrepopulationer og forhindre overgræsning.
Flåter kan overføre en række smitsomme sygdomme, der påvirker mennesker og andre dyr[68]. Flåter, der bærer zoonotiske patogener, har ofte en tendens til at have et bredt værtsområde. De infektiøse agenter kan være til stede ikke kun i den voksne flåt, men også i de æg, som hunnerne producerer i store mængder. Mange flåtarter har udvidet deres udbredelsesområde som følge af menneskers, kæledyrs og husdyrs bevægelser. Med stigende deltagelse i udendørs aktiviteter som f.eks. vandreture i vildmarken, kan flere mennesker og deres hunde blive udsat for flåter.

### Livscyklus
Alle tre flåtfamilier har fire livscyklusstadier: æg, larve, nymfe og voksen.

#### Ixodidae
Ixodidae-flåter har tre forskellige livscyklusser. Afhængigt af arten kan Ixodidae have en livscyklus med én vært, to værter eller tre værter.

##### Flåter med én vært
Hos flåter med én vært forbliver flåten på værten gennem larve-, nymfe- og voksenstadierne, hvorefter den forlader værten for at lægge æg. Æg klækkes til larver, som straks opsøger en vært, hvor de kan sætte sig fast og spise. Larver, der har spist, forvandles til nymfer, der ikke har spist, og som bliver på værten. Efter at have indtaget værtens blod forvandler nymferne sig til kønsmodne voksne, som bliver på værten for at spise og parre sig. Først når en hun har spist og er klar til at lægge æg, forlader hun værten for at finde et passende sted at lægge æggene. Flåter, der følger denne livscyklus, kaldes enværtsflåter. Dermacentor albipictus  og Boophilus microplus er eksempler på enværtsflåter.

##### Flåter med to værter
Livscyklussen for flåter med to værter strækker sig ofte over to år. Om efteråret lader den gravide hunflåt sig falde af sin anden vært og lægger sine æg. Æggene klækkes i løbet af vinteren, og det følgende forår kommer larverne frem og sætter sig fast på deres første vært. Nyklækkede larver sætter sig fast på en vært for at få et blodmåltid. De bliver på værten og udvikler sig derefter til nymfer. Når de er opsvulmede med blod, falder de af værten og finder et sikkert sted, hvor de kan forvandle sig til voksne, hvilket typisk sker om vinteren. Både hanner og hunner opsøger en vært, som de kan sætte sig fast på. Det kan være det samme individ, som var vært under deres tidlige udvikling, men det er ofte et større pattedyr. Når de har sat sig fast, spiser de og parrer sig. De gravide hunner falder ned fra værten for at lægge æg i omgivelserne. Flåter, der fuldfører deres livscyklus på denne måde, kaldes toværtsflåter. Et eksempel er Hyalomma anatolicum excavatum.

##### Flåter med tre værter
De fleste Ixodidae-flåter kræver tre værter, og deres livscyklus strækker sig typisk over tre år. Hunflåten falder af sin vært, ofte om efteråret, og lægger tusindvis af æg. Larverne klækkes om vinteren og kommer frem om foråret. Når larverne kommer frem, sætter de sig fast og lever primært af små pattedyr og fugle. I løbet af sommeren bliver larverne opsvulmede og falder af den første vært for at forvandle sig til nymfer, hvilket ofte sker i løbet af efteråret. Det følgende forår kommer nymferne frem og opsøger en anden vært, ofte en lille gnaver. Nymferne bliver opsvulmede og falder af værten om efteråret for at forvandles til voksne. Det følgende forår kommer de voksne flåter frem og opsøger en større vært, ofte et stort pattedyr som kvæg eller mennesker. Hunnerne parrer sig på deres tredje vært. De voksne hunner æder sig derefter mætte i blod og forbereder sig på at falde ned og lægge æg på jorden, mens hannerne æder meget lidt og bliver på værten for at fortsætte parringen med andre hunner.

#### Argasidae
Argasidae-flåter kan, i modsætning til Ixodidae-flåter, gennemgå op til syv nymfestadier og kræver et måltid blod hver gang. Ofte sker æglægning og parring løsrevet fra værten i et sikkert miljø. Æggene klækkes, og larverne lever på en vært fra et par timer til flere dage, afhængigt af flåtarten. Når de har spist, falder larverne ned og forvandles til deres første nymfestadie, hvorefter nymfen opsøger og spiser på sin anden vært, som ofte er den samme som den første vært, inden for en time. Denne proces sker gentagne gange, indtil det sidste nymfestadie indtræffer, hvilket giver flåten mulighed for at forvandle sig til en voksen. Når flåterne er voksne, spiser de hurtigt og regelmæssigt gennem hele deres livscyklus. Hos nogle arter kan en voksen hun lægge æg efter hvert måltid. Deres livscyklus varierer fra måneder til år. Den voksne Argasidae-hunflåt kan lægge et par hundrede til over tusind æg i løbet af sin levetid. Både hanner og hunner lever af blod, og de parrer sig væk fra værten. Under fødeindtagelsen udskilles overskydende væske af coxalkirtlerne, en proces, der er unik for Argasidae-flåter.

#### Nuttalliellidae
Nuttalliellidae er en monotypisk flåtfamilie, dvs. at den kun har en enkelt art, Nuttalliella namaqua. Man ved stort set intet om N. namaquas livscyklus og spisevaner, men det er antaget, at arten har flere forskellige værter.